# خوزه سباستین واسکوز
خوزه سباستین واسکوز (انگلیسی: José Sebastián Vásquez؛ زادهٔ ۲۴ سپتامبر ۱۹۸۲) بازیکن فوتبال و هافبک بازنشسته اهل آرژانتین است.